# アッシリア捕囚

新アッシリアによるアッシリア捕囚

アッシリア捕囚（アッシリアほしゅう、Assyrian captivity）とは、新アッシリア王国の君主ティグラト・ピレセル3世とシャルマネセル5世によるイスラエル王国（北王国）占領後に、それに続くサルゴン2世とその後継者センナケリブがイスラエル王国（北王国）の10部族と、ユダ王国（南王国）46の街の住民を捕虜としてアッシリアに連れ帰った事件。
エルサレムは包囲したが占領はしなかった。連れ去られた部族は「失われた10部族（Ten Lost Tribes）」として語られる。

## 聖書の記録
紀元前740年代頃、捕囚開始。ルベン族、ガド族、マナセ族の捕囚

。
紀元前722年、シャルマネセル5世による3年の包囲の後に、サルゴン2世はイスラエル王国の都サマリアを占領

。

## アッシリアの記録
サルゴン2世によってサマリア（イスラエル王国）から 27,290人の捕虜。
サルゴン2世は、ドゥル・シャルキン（コルサバド）の壁に遠征を記録。

## 捕囚の終焉
- ユダ王国民のバビロン捕囚のような捕囚終焉と帰還の記録が存在せず、そのため「失われた10部族」と呼ばれる。
- アッシリアはバビロニアに、バビロニアはアケメネス朝ペルシアに占領され、アケメネス朝王キュロス2世がユダ王国民捕虜を解放したのと同時に解放されたとする説がある[6]。
- ヤコブの手紙1章1節でヤコブは｢国外へ散った十二部族に挨拶を送ります｣としている。つまり部族は消滅してなかったと結論付けられる[7]。

## 参照
1. ↑  I Chronicles
2. ↑  II Kings
3. ↑  II Kings
4. ↑  KJV
5. 1 2  Luckenbill, Daniel David. Ancient Records of Assyria and Babylon, 1989, ISBN 1-85417-049-X
6. ↑  ミシュナー、サンヘドリン 110b
7. ↑  “北の10部族は失われていますか”. 聖書入門.com. 2020年8月4日閲覧。

## 文献
- Keller, Werner. The Bible as History, 1983, ISBN 0-281-04544-5
- イザヤ書 36:1-22, 37:1-38, 7:1-20, 8:1-23, 9:1-20, 10:1-34, 11:1-16, 17:1-14, 19:21-25, 38:1-22